# Gloria del Pacífico
Gloria del Pacífico es una película bélica-épica peruana, estrenada el 6 de noviembre de 2014, dirigida y producida por Juan Carlos Oganes. Cuenta con un elenco de 35 actores y está protagonizada por Reynaldo Arenas, Carlos Vertiz, Gustavo Mac Lennan, Lilian Nieto, Pold Gastello, Juan Manuel Ochoa, Paloma Yerovi y Fernando Petong, entre otros. La trama se basa en los acontecimientos acaecidos desde la Batalla del Alto de la Alianza el 26 de mayo de 1880 hasta la Batalla de Arica el 7 de junio del mismo año con saltos atemporales hacia 1879 y 1929 durante su desarrollo. En su filmación, participaron 600 actores y extras junto a un despliegue de infantería, caballería y artillería de la época, convirtiéndola así en una de las más grandes producciones cinematográficas del Perú en las últimas décadas[cita requerida] y siendo elegida por el público a través de una votación virtual como la Mejor Película Peruana del 2014.

## Argumento
Tras los acontecimientos de la Batalla en el Alto de la Alianza, el coronel peruano Francisco Bolognesi (Carlos Vértiz) reúne a sus oficiales para decidir la acción a tomar tras no recibir noticias ni órdenes nuevas de sus superiores. El general chileno Manuel Baquedano (Gustavo Mac Lennan) prepara la estrategia para la toma del Morro de Arica; último bastión peruano que defiende el la provincia de Arica y que cuenta con 1900 hombres contra la invasión de 10 000 chilenos. Un veterano sobreviviente en la Tacna de 1929 (Reynaldo Arenas), ya enfermo en cama, revive en sus últimos momentos su experiencia vivida, develando muchos secretos y misterios que la historia nunca contó. También se narran historias paralelas como la de Alfonso Ugarte (Fernando Petong) y su sacrificio personal como civil asimilado, y otras deserciones y traiciones sucedidas en ambos bandos.

## Reparto
- Carlos Vertiz - el coronel Francisco Bolognesi
- Gustavo Mac Lennan - el general Manuel Baquedano
- Reynaldo Arenas - Vicente, el soldado sobreviviente
- Fernando Petong - el coronel Alfonso Ugarte
- Juan Manuel Ochoa - el coronel Agustín Belaunde
- Lilian Nieto - Rosa Vernal
- Patricio VIllavicencio - Jose de La Cruz Salvo
- Pold Gastello - Juan Diego
- Paloma Yerovi - Timotea Vernal
- Igor Calvo - Carlos Weguelin
- Pepe Sarmiento - el coronel Pedro Lagos
- Flor de Maria Andrade - la esposa de Vicente
- Havier Arboleda - el teniente coronel Ramón Zavala
- Alberick García - el coronel Justo Arias y Araguez
- José Antonio Curotto - el teniente coronel Roque Saenz Peña
- Martin Abrisqueta - el ingeniero de minas Teodoro Elmore
- André Silva - el cabo Alfredo Maldonado
- Ruben Martorell - el teniente coronel Juan José San Martín
- Manuel Guerrero - el soldado Silvestre Porras
- Antonio Reyes como el cabo Felipe Cayo
- Samuel Dávalos - el soldado Policarpio Obregón
- Milton Chávez - el coronel José Joaquín Inclán
- Manuel Rojas - el capitán de navío Juan Guillermo More
- Juan José Bardales - el capitán Belisario Campos
- Alhelí Castillo - la rabona Margarita Alcázar
- Shirley Rivadeneyra - la rabona Encarnación Acevedo
- Patricio Villavicencio - el sargento mayor Juan De la Cruz Salvo
- Emilio Montero - el teniente coronel Francisco Cornejo
- Abelardo Juárez - el sargento mayor Manuel Revollar
- Daniel Zarauz - el sargento mayor Felipe Vargas
- Pilar Astete - Micaela, madre del cabo Alfredo Maldonado
- Carlos Marcano - el capitán Iturbe
- Renzo Dalí - el teniente Pedro Ureta
- Cesar Salas - Belisario
- Fiorella Cordano - mujer italiana de Azapa 1
- Titi Plaza - mujer italiana de Azapa 2
- Isabel Zolla - niña italiana de Azapa
- Jorge López Cano - el abogado de Alfonso Ugarte

- Lilian Schiappa Pietra - la sargento Irene Morales

## Producción
La inspiración del director Juan Carlos Oganes para escribir la película vino de ver en su niñez una serie hecha por el Estado en 1979 para el centenario de la guerra llamado "Nuestros Héroes de la Guerra del Pacífico". El guion de Oganes fue basado en los diferentes partes de guerra de las batallas del Alto de la Alianza y de Arica así como los múltiples telegramas enviados por el coronel Francisco Bolognesi que no obtuvieron respuesta. Para financiar la película, puso en venta su propia casa para así tener el control del proceso creativo del film. Confeccionó 700 uniformes de soldados peruanos, chilenos y bolivianos así como los accesorios y utensilios del soldado y oficiales. También elaboró cañones de la época de mediano y gran calibre a escala real así como maquetas de buques a escala grande. Empezó la investigación histórica en 2004 que duró 6 años, para luego comenzar la preproducción en 2009, iniciándose el rodaje en noviembre de 2010 y culminar en abril de 2013. 
"Para enfrentarse a un proyecto de esta envergadura es necesaria una preparación sólida. Aparte del presupuesto, se necesitan dos elementos: Primero, se requiere tener un know how cinematográfico muy sólido. Tener conocimientos de los procesos, de presupuesto, de logística, además del lenguaje audiovisual para manejar cosas de gran escala. Porque si no se va a ver pequeño, chiquito, misio, ¿no?"
Escenarios principales de filmación tuvieron lugar en las pampas del Rímac, el centro histórico de Lima, el Morro Solar de Chorrillos, Ancón, San Bartolo, Barranco y Tacna.
La musicalización consiste en música original compuesta por el compositor Micky Tejada.

## Trilogía
Gloria del Pacífico es la primera parte de una trilogía que cubre toda la Guerra del Pacífico, cuya segunda parte (en preproducción) cubrirá la toma de Lima en las batallas de San Juan y Miraflores, conectando con la gesta de Andrés Avelino Cáceres en la Breña. La tercera parte es una precuela que aborda la vida y gesta del almirante Miguel Grau. 
Oganes comenta: “La Guerra del Pacífico duró cuatro años, de 1879 a 1883. Como explicaba en una entrevista, es un periodo muy extenso, así que decidí dividirlo en función de los tres héroes más representativos: Grau, que representa la caballerosidad; Bolognesi, que es el heroísmo y la inmolación; y Cáceres, que es la resistencia. Estoy comenzando con el segundo, con Bolognesi; de ahí continúo con Cáceres (la preproducción ya se inició el año pasado e inició el rodaje en la segunda mitad de este año), y terminó con una precuela, dedicada a Grau."
Aparte de la trilogía principal que el director quiere crear, también está preparado una adaptación del libro Sangre de Hermanos, del autor Ignacio López-Merino, y espera con esta nueva película abordar con realismo los momentos más cruentos de la guerra y en igual medida las virtudes y miserias de la condición humana.

## Crítica
Entre los críticos profesionales, el film recibió buena crítica por sus batallas y su guion. Ricardo Bedoya en El Placer de los Ojos junto a un panel de críticos de cine comentan sobre las películas peruanas del 2014: "Gloria del Pacífico tiene mucha mayor solvencia. La historia narra muy bien una batalla que se sabe perdida desde el principio. Es una elegía y sin ninguna chance de ganar y la película construye bien eso. Es como un requiem final de esos militares honorables como las Cartas de Iwo Jima."[cita requerida]
Jorge Millones en el blog de Daniel Mathews de LaMula.pe, dice: "Gloria del Pacífico es una película incomoda y necesaria...No sé si Juan Carlos Oganes sea consciente de lo que ha logrado con esta película, para mí, después de casi 150 años, es la bandera de Alfonso Ugarte que Oganes decidió levantar del piso.". Periodista y Crítico Alonso Almenara de LaMula.pe dice en su artículo sobre la película Los sentimientos de superioridad o inferioridad deben desaparecer: "Hay en Juan Carlos Oganes una serie de detalles que no dejan de recordarme al personaje de Fitzcarraldo, el protagonista de aquella famosa película del cineasta alemán Werner Herzog. Grabada en la Amazonía, entre Brasil y Perú, Fitzcarraldo es la historia de un proyecto personal de ambición desmesurada: un excéntrico hombre de negocios (una figura real) decide construir un teatro de ópera en un poblado peruano a orillas del Amazonas; su extravagante plan exige nada menos que sacar del río una gran embarcación y transportarla hasta la cima de un monte. Oganes se ve hoy envuelto en una aventura de dimensiones similares: narrar la historia de la Guerra del Pacífico, que enfrentó a fines del siglo XIX a las naciones de Chile, Bolivia y Perú. Es la primera producción a gran escala del cine épico nacional.".
La película recaudó US$ 68,294 durante las siete semanas que fue exhibida en salas comerciales peruanas. El costo de producción fue de US$ 200,000.

## Premios y reconocimientos
- Mejor Película Peruana del 2014.[3]

## Controversia
Gloria del Pacífico, a pesar de su gran demanda, recibió poco apoyo de las autoridades del Ministerio de Cultura y de las cadenas de cine comerciales, siendo estrenada en pocas salas y limitada paulatinamente a pesar de su gran concurrencia, originando en el público gran molestar debido a los horarios complejos e inadecuados a la que fue sujeta, llegándose incluso a serias acusaciones contra las cadenas de cine, de boicot y mano negra extranjera. Siendo su Director muchas veces entrevistado en radio y TV debido a esta inusual irregularidad, para saber y expresar sus impresiones: “Ayer estrenaron Juegos del Hambre en 252 salas en cambio yo estoy en 6 y he llevado casi la misma cantidad de espectadores en proporción por sala; pese a ello estoy en el top 10 de las más vistas”, dijo Oganes en conversación con Mariella Patriau. "Si la película fuera mala, tuviera malos actores o la hubiera dirigido mal o de forma amateur, sáquenme con justa razón. Pero si es al contrario, la gente atiborra las salas, tiene un gran elenco de actores, escenas bien logradas, la gente aplaude y llora al final de cada función, se agotan las entradas, hay colas grandes, etc; ¿Por qué no me dan más salas? acotó.